# DSP
DSP (на английски: digital signal processor) е специализиран микропроцесор за цифрова обработка на сигнали. Използва се за проектиране на системи за цифрова обработка на сигнали в комуникациите.
DSP-та могат да използват както инструкции с общо предназначение така и специфични такива, обезпечаващи необходимия брой операции за обработката на сигнали.
DSP процесорите с плаваща запетая могат да достигнат пикова производителност от порядъка на 2400 MFLOPS, поддържайки 1600 MFLOPS, например ADSP-21368(9). DSP процесорите с фиксирана запетая могат да изпълнят 20-160 MIPS. Например ADSP-2196M поддържа 160 MIPS.
DSP имат възможност за добавяне на чипове с вградени в тях АЦП, ЦАП, памет и допълнителна логика. Могат да работят с фиксирана или плаваща запетая.